# Dysgonia hermione
Dysgonia hermione är en fjärilsart som beskrevs av Fawcett 1916. Dysgonia hermione ingår i släktet Dysgonia och familjen nattflyn. Inga underarter finns listade i Catalogue of Life.